# 숙채
숙채는 채소를 데치거나 삶아서 양념에 무치거나, 기름에 볶아 양념하는 반찬이다. 재료로는 거의 모든 채소가 쓰인다. 마른 취나물, 시래기, 고사리 등은 물에 불린 후 삶아서 볶는다.

## 같이 보기
- 생채